# Grijsnekprieelvogel
De grijsnekprieelvogel (Chlamydera maculata) is een vogel uit de familie van de Prieelvogels. Het is een endemische vogelsoort in Australië.

## Verspreiding en leefgebied
De broedgebieden van de grijsnekprieelvogel liggen in oosten en zuidoosten van Australië.

## Status
De grijsnekprieelvogel heeft een groot verspreidingsgebied en daardoor is de kans op uitsterven gering. De grootte van de populatie is niet gekwantificeerd. Alleen plaatselijk is deze vogel nog algemeen en de aantallen lopen terug. De vogel staat als bedreigd op de rode lijst (Flora and Fauna Guarantee Act, 1988) van de deelstaat Victoria. Echter het tempo van achteruitgang van de wereldpopulatie ligt onder de 30% in tien jaar (minder dan 3,5% per jaar). Om deze redenen staat deze prieelvogel als niet bedreigd op de Rode Lijst van de IUCN.